# Vendin-le-Vieil
Vendin-le-Vieil település Franciaországban, Pas-de-Calais megyében. Lakosainak száma 8596 fő (2022. január 1.). Vendin-le-Vieil Annay, Bénifontaine, Lens, Loison-sous-Lens, Loos-en-Gohelle, Meurchin, Pont-à-Vendin és Wingles községekkel határos.

## Népesség
A település népessége az elmúlt években az alábbi módon változott:
| Lakosok száma | 7905 | 8227 | 8747 | 8608 | 8543 | 8479 | 8419 | 8381 | 8596 |
|               | 2013 | 2015 | 2016 | 2017 | 2018 | 2019 | 2020 | 2021 | 2022 |